# Teut (Einheit)
Teut oder Teute ist ein Aachener Volumen- und Ölmaß und wurde auch mit Ölteute bezeichnet.
- 1 Teut = 15 Kannen (Aachener)  = 904 ½ Pariser Kubikzoll = 17,951 Liter[1], rund 18 Liter